# MBC TV
MBC TV är en sydkoreansk TV-kanal som ägs av MBC. Det lanserades den 8 augusti 1969.